# Piotr Trương Văn Đường
Piotr Trương Văn Đường (wiet. Phêrô Trương Văn Đường) (ur. ok. 1808 r. w Kẻ Sở, prowincja Hà Nam w Wietnamie – zm. 18 grudnia 1838 r. w Sơn Tây, prowincja Ha Tay w Wietnamie) – katechista, męczennik, święty Kościoła katolickiego.
Piotr Trương Văn Đường urodził się w Kẻ Sở, prowincja Hà Nam w biednej, ale znanej z pobożności rodzinie. Już od dzieciństwa przygotowywano go do życia duchownego. Gdy miał 15 lat wysłano go do parafii Bầu Nọ, pod kierownictwo ojca Marette, gdzie uczył się łaciny. W następnym roku biskup Havard przyjął go do grona katechistów, chociaż Piotr Trương Văn Đường miał dopiero 16 lat. Aż do aresztowania służył nadal w parafii Bầu Nọ pod kierownictwem księdza Jana Cornay. Piotr Trương Văn Đường został uduszony razem z katechistą Piotrem Vũ Văn Truật.
Dzień wspomnienia: 24 listopada w grupie 117 męczenników wietnamskich.
Beatyfikowany 27 maja 1900 r. przez Leona XIII. Kanonizowany przez Jana Pawła II 19 czerwca 1988 r. w grupie 117 męczenników wietnamskich.